# Barbet Schroeder
Barbet Schroeder (Teheran, 26 d'agost de 1941) és un director, actor i productor de cinema franco-suís.

## Biografia
Va començar la carrera en el cinema francès de la dècada de 1960, al costat de Jean-Luc Godard i Jacques Rivette. Als 23 anys, Schroeder va fundar la seva pròpia productora, anomenada "Les Films du Losange" i va produir alguna de les millors pel·lícules de la nouvelle vague. Com a director va debutar amb la pel·lícula More (1969), sobre l'addicció a l'heroïna i que es va convertir en un èxit a tot Europa, entre altres coses perquè el grup britànic Pink Floyd es va encarregar de fer la banda sonora. El 1972 va escriure i dirigir La Vallée, pel·lícula que també va comptar amb Pink Floyd com a creadors de la banda sonora i va donar el disc Obscured by Clouds.
En la dècada de 1980 Schroeder va dirigir més pel·lícules i va entrar de ple en el món de Hollywood. D'aquesta època són Barfly (el borratxo) de 1987 i protagonitzat per Mickey Rourke, Single White Female (Dona blanca soltera busca) de 1992 i Reversal of Fortune de 1990, per la qual va rebre una nominació a l'oscar i on Jeremy Irons en el paper de Claus von Bülow va rebre l'Oscar a millor actor.
Tot i l'èxit, Schroeder ha continuat amb projectes personals de baix pressupost com l'adaptació de l'obra de l'escriptor colombià Fernando Vallejo La virgen de los sicarios del 2000, el documental sobre el president ugandès el general Idi Amin Dada de 1974 o L'advocat del terror del 2007 on es mostra les controvertides pràctiques de l'advocat Jacques Vergès.
Schroeder també ha fet algunes aparicions com a actor, la darrera interpretant al president de França a la pel·lícula Mars Attacks! (1996) de Tim Burton.
En el 2006 se li va fer una retrospectiva en el Festival Internacional de Cinema de Sant Sebastià.

## Filmografia

### Actor
- La boulangère de Monceau (1963) d'Eric Rohmer.
- Out 1 (1971)
- Out 1: Spectre (1972)
- Roberta (1979)
- La Mémoire courte (1979)
- Love on the Ground (1984)
- La reina Margot (1990)
- The Golden Boat (1990)
- Beverly Hills Cop III (1994)
- Mars Attacks! (1996)
- La virgen de los sicarios (2000)
- Ne fais pas ça! (2004)
- Une aventure (2005)
- Paris, je t'aime (2007)
- La duquessa de Langeais (2007)
- The Darjeeling Limited (2007)
- L'avocat (2011)
- Le grand soir (2012)
- Par exemple, Electre (2013)
- Portrait of the Artist (2014)

### Director
- More (1969) - Banda Sonora de Pink Floyd: More
- La Vallée (1972) - Banda Sonora de Pink Floyd: Obscured by Clouds.
- General Idi Amin Dada: A Self Portrait (documental) (1974)
- Maîtresse (1976)
- Koko, le gorille qui parle (Koko: A Talking Gorilla) (documental) (1978)
- Tricheurs (1984)
- Barfly () (1987)
- Reversal of Fortune (1990)
- Dona blanca soltera busca (Single White Female) (1992)
- Kiss of Death (1995)
- Abans i després (Before and After) (1996)
- Desperate Measures (1998)
- La virgen de los sicarios (2000)
- Assassinat... 1, 2, 3 (Murder by Numbers) (2002)
- L'advocat del terror (2007)
- Inju, la bête dans l'ombre (2008)
- Amnesia (2015)
- The Venerable W. (2017)

### Productor
- La carrière de Suzanne (1963), d'Eric Rohmer.
- La boulangère de Monceau (1963) d'Eric Rohmer.
- Paris vu par... (1965) de Jean Rouch.
- La collectioneuse (1967) d'Eric Rohmer.
- Ma nuit chez Maud (1969) d'Eric Rohmer.
- Le genou de Claire (1970) d'Eric Rohmer.
- L'amour l'après-midi (1972) d'Eric Rohmer.
- Céline et Julie vont en bateau (1974) de Jacques Rivette.
- Chinesisches Roulette (1976) (Chinesisches Roulette), de Rainer Werner Fassbinder.
- Die Marquise von O (1976) d'Eric Rohmer.
- Perceval le Gallois (1978), d'Eric Rohmer.
- Burfly (Maîtresse) (1987)
- Single White Female (1992)
- Kiss of Death (1995)
- Before and After (1996)
- Desperate Measures (1998)
- La virgen de los sicarios (2000)[10]
- Assassinat... 1, 2, 3 (Murder by Numbers) (2002)
- L'advocat del terror (2007)
- The Venerable W. (2017)